# Gousse
Gousse ist eine französische Gemeinde mit 276 Einwohnern (Stand 1. Januar 2022) im Département Landes in der Region Nouvelle-Aquitaine (vor 2016: Aquitanien). Die Gemeinde gehört zum Arrondissement Dax und zum Kanton Coteau de Chalosse.
Der Name in der gaskognischen Sprache lautet Gossa. Er hat seinen Ursprung im aquitanischen Wort gavosse, das einen Ort bezeichnet, der häufig überschwemmt wird oder eine Wasserfläche an einem Ufer eines Flusses.
Die Einwohner werden Goussois und Goussoises genannt.

## Geographie
Gousse liegt ca. 15 km nordwestlich von Dax in der Landschaft Chalosse der historischen Provinz Gascogne.
Umgeben wird Gousse von den Nachbargemeinden:
| Pontonx-sur-l’Adour |                                             |                    |
|                     | Kompassrose, die auf Nachbargemeinden zeigt | Saint-Jean-de-Lier |
|                     | Préchacq-les-Bains Louer                    |                    |

Gousse liegt am linken Ufer des Flusses Adour. Einer seiner Nebenflüsse, der Arribon, entspringt auf dem Gebiet der Gemeinde.

## Geschichte
Bedingt durch die geografische Situation am Ufer des Adour war das Gebiet der Gemeinde seit dem Beginn der Zeitrechnung besiedelt, wie auch ein westgotisches Grab bezeugt, das in Gousse gefunden wurde. In der Folgezeit kannten die Bewohner unruhige Zeiten durch verschiedene Invasionen zwischen dem vierten und sechsten Jahrhundert. Mit dem 11. Jahrhundert wurden die Geschicke der Region von der englischen Besetzung bestimmt, die im Jahre 1453 mit dem Ende des Hundertjährigen Kriegs ausklang. Im 15. Jahrhundert ließ sich eine Gemeinschaft von Cagots in Gousse nieder, eine Personengruppe, die seit dem 13. Jahrhundert in ganz Europa, aber besonders zu beiden Seiten der Pyrenäen existierte. Sie wurde mit zahlreichen Verboten belegt, aber für gewöhnlich war ihnen die Verarbeitung von Holz erlaubt, wie im Fall der Gruppe in Gousse. Dies blieb nicht ohne Konflikte, denn die Cagots erhoben Ansprüche auf dem Wald in der Überschwemmungszone, der Grundherr von Pontonx auf der anderen Uferseite aber eine gegenteilige Meinung hatte. Dieser Streit zog sich über drei Jahrhunderte. Im 17. Jahrhundert ließ der Marquis einen Teil des Waldes roden und die Bewohner durften ihr Vieh auf das neu gewonnene Land weiden. Jean-Louis D’Oro wurde im Jahre 1742 Besitzer des Landes von Gousse. Mit der Französischen Revolution wurde der Wald des ehemaligen Grundherrn Nationalgut, später Privatbesitz. Eine Abholzung wurde durchgeführt und aus dem Wald wurde nach und nach Weideland. Im 19. Jahrhundert wurden die beiden Uferbereiche des Adour mit einer Brücke verbunden. Überschwemmungen in den Jahren 1852 und 1879 beschädigten die Verkehrsadern. Das Ende des 19. Jahrhunderts war für Gousse eine dynamische Zeit. Es wurde eine Schule und eine neue Kirche errichtet. Das Rathaus wurde indes erst im Jahre 1965 neu gebaut.

### Einwohnerentwicklung
Nach Beginn der Aufzeichnungen stieg die Einwohnerzahl in der zweiten Hälfte des 19. Jahrhunderts auf einen ersten Höchststand von rund 270. In der Folgezeit sank die Größe der Gemeinde bei kurzen Erholungsphasen bis zu den 1990er Jahren auf rund 135 Einwohner, bevor eine zeitweise starke Wachstumsphase einsetzte, die die Größe auf über 300 Einwohnern hob und heute noch anhält.
| Jahr      | 1962 | 1968 | 1975 | 1982 | 1990 | 1999 | 2006 | 2010 | 2022 |
| --------- | ---- | ---- | ---- | ---- | ---- | ---- | ---- | ---- | ---- |
| Einwohner | 166  | 163  | 143  | 140  | 137  | 170  | 221  | 305  | 276  |

## Sehenswürdigkeiten

### PfarrkircheSaint-Martin
Die neuromanische, Martin von Tours gewidmete Kirche besitzt einen rechteckigen Grundriss. Das Hauptschiff verlängert sich durch einen halbrunden Chor, der von Nebengebäuden flankiert wird. Die Wände des Langhauses werden durch rundbogenförmige Fenster unterbrochen, die außen mit den abgeschrägten Strebepfeilern alternieren, die das ganze Gebäude umsäumen. Der Glockenturm über der Vorhalle ist erst 1996 hinzugefügt worden. Er ist vollständig in die westliche Fassade integriert und besitzt einen pyramidenförmigen, mit Schiefer gedeckten Helm. An seinem Fuß befindet sich das Eingangsportal in Form eines Spitzbogens, das von zwei dicken Strebepfeilern eingerahmt ist. Darüber geben ein Rundbogenfenster und ein Okulus Licht in den Glockenturm. Die Glasfenster der Kirche sind 2003 erneuert worden. Im Kircheninnern fällt der Blick auf eine Statue der Jeanne d’Arc, die aus dem Jahre 1931 datiert, dem fünfhundertsten Todesjahr der Heiligen. Bemerkenswert ist auch die Kanzel mit Darstellungen der vier Evangelisten.

### Schloss Pigeon
Es handelt sich um eine ehemalige Caverie, ein Anwesen eines Vasallen zum Schutz der Ländereien und militärischer Dienstleistungen. Im 16. oder 17. Jahrhundert errichtet, gehörte es im 18. Jahrhundert dem Ritter Dantin de Saint-Pé. Er war Leutnant des Königs in Dax und Saint-Sever und erfüllte für die französische Krone Missionen in den Antillen. Der rechteckige Wohntrakt ist zweigeschossig und mit Ziegeln gedeckt. Ein schöner Garten umsäumt das Gebäude, das sich durch große Räume auszeichnet. Die Mauern mit einer Dicke von einem Meter hält die sommerliche Wärme fern. Hervorzuheben ist ein monumentaler Kamin, der als einer der schönsten des Départements bezeichnet wird. Das Schloss ist heute in Privatbesitz und der Öffentlichkeit nicht zugänglich.

## Wirtschaft und Infrastruktur
Das typische Dorf der Chalosse wird heute gern von Touristen besucht.

### Bildung
Die Gemeinde verfügt über eine öffentliche Vorschule mit 27 Schülerinnen und Schülern im Schuljahr 2017/2018.

### Verkehr
Gousse ist erreichbar über die Routes départementales 10, 107 und 110.

## Persönlichkeiten
Marcel Cassiède, geboren am 1. Januar 1934 in Gousse, war in seiner aktiven Zeit ein französischer Spieler der Rugby Union. Er war mit der Mannschaft von US Dax dreimaliger Finalist der französischen Meisterschaft und wurde dreimal in die französische Nationalmannschaft berufen.